# فرنسيسكو خافيير موريلو فلوريس
فرنسيسكو خافيير موريلو فلوريس (بالإسبانية: Francisco Javier Murillo Flores)‏ هو سياسي مكسيكي، ولد في 14 أغسطس 1959 في ولاية غواناخواتو في المكسيك. حزبياً، نشط في حزب العمل الوطني. وقد انتخب عضو مجلس النواب المكسيك.